# Комиссия ООН по миростроительству
Комиссия ООН по миростроительству — это консультативный вспомогательный орган Организации Объединённых Наций, учреждённый 20 декабря 2005 года резолюциями Генеральной Ассамблеи и Совета Безопасности, принятыми на параллельных заседаниях.
Главным направлением деятельности Комиссии является оказание помощи в деле восстановления государств после завершения конфликтов и мобилизацией ресурсов для этих целей. Комиссия осуществляет свою деятельность в тесном сотрудничестве с Экономическим и Социальным Советом, предоставляя Совету Безопасности рекомендации относительно планирования и начала мероприятий по миростроительству. Общая ответственность за рассмотрение работы Комиссии была возложена на Генеральную Ассамблею, которая должна её осуществлять путём обсуждения ежегодного доклада Комиссии.